# Jan Arend Frederik de Vos van Steenwijk genaamd van Essen tot Windesheim

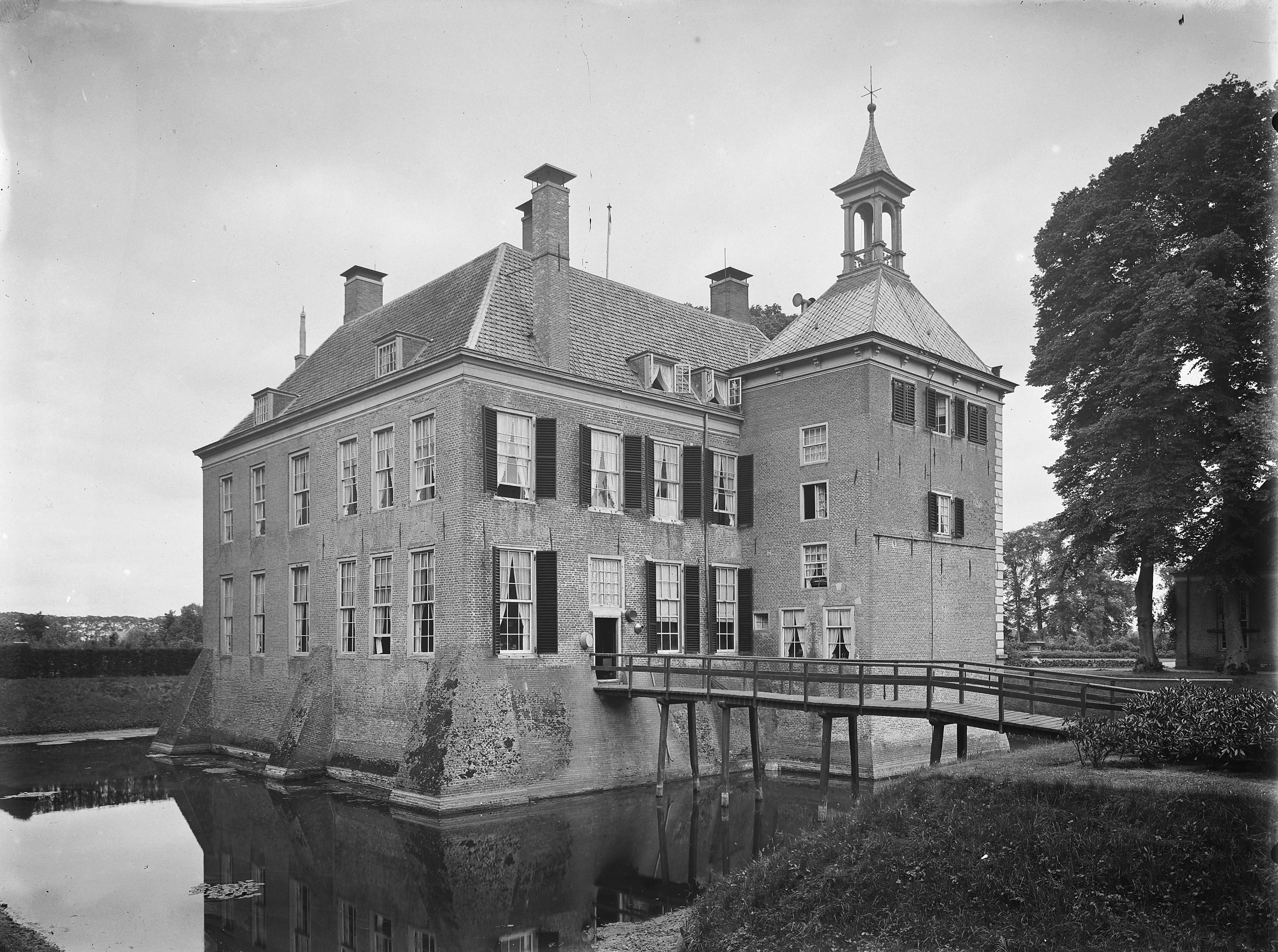
Huis Windesheim (1922)

Mr. Jan Arend Frederik baron de Vos van Steenwijk genaamd van Essen tot Windesheim, heer van Windesheim en Abbenbroek (Huis Windesheim, Windesheim, 20 april 1851 – aldaar, 25 oktober 1905) was een Nederlands jurist en burgemeester.

## Biografie
De Vos was lid van de familie De Vos van Steenwijk en een zoon van jurist en bestuurder mr. Evert Fredrich baron de Vos van Steenwijk genaamd van Essen tot Windesheim, heer van Windesheim (1810-1879) en jkvr. Johanna Henrietta Kenau de Mey van Streefkerk (1820-1901), lid van de familie De Mey en dochter van Jean Gijsberto baron de Mey van Streefkerk (1782-1841). In 1874 promoveerde hij op stellingen in de rechten aan de Universiteit Leiden. Daarna werd hij advocaat te 's-Gravenhage om in 1875 griffier van het Goorse kantongerecht te worden. In 1877 werd hij officier van justitie te Zwolle.  Vanaf 1879 was hij heemraad, van 1889 tot zijn overlijden dijkgraaf van Salland. In 1891 werd hij benoemd tot burgemeester van Zwollerkerspel hetgeen hij tot zijn overlijden in 1905 zou blijven; in de periode 1891 tot 1896 combineerde hij dit met het secretarisschap van de gemeente.
De Vos trouwde in 1881 met Christina Bernardina Johanna barones van Heerdt (1855-1940), lid van de familie Van Heerdt, met wie hij vier kinderen kreeg. Zijn oudste zoon was eveneens heemraad en dijkgraaf van Salland en was vanaf 1919 gemeenteraadslid in Zwollerkerspel en daar van 1924 tot 1940 wethouder. De Vos van Steenwijk werd begraven in het familiegraf van de heren van Windesheim.